# 仲間たち
『仲間たち (なかまたち)』は、柳瀬観監督、1964年3月14日に公開された日活制作の日本のミュージカルドラマ映画。若いトラック運転手とバスの車掌が困難を乗り越えようと決意する物語である。

## ストーリー
東北の田舎から来たトラック運転手の光弘は、バスの車掌の節子に一目惚れ。私は彼女のさわやかでモダンな女性らしい態度に完全に恋に落ちる。ある日、中年女性客に絡まれた節子を光弘が上手に助け、二人は打ち解ける。デートの帰り、光弘は同郷の友人・和吉が働く団子屋に同行する。和吉は節子の顔を見て驚愕する。それは彼が長年密かに想いを寄せていた女性だった。和吉は自分の気持ちを秘密にしつつ、二人の関係を見守ることを誓う。光弘は将来に不満を抱き、自分のトラックを買うために休みを減らし、限界まで仕事に打ち込んだ。節子は仕事一筋の光弘と自分の気持ちがすれ違うと感じ始める。そんなある日、3人の関係を揺るがす事故が起きる。

## スタッフ
以下のスタッフ名は特に記載がない限り日活に従った。
- 監督: 柳瀬観
- 脚本: 中島丈博, 吉田憲二
- 企画: 笹井英男[2]
- 撮影: 峰重義
- 美術: 横尾嘉良
- 音楽: 遠藤実
- 録音: 沼倉範夫
- 照明: 安藤真之助
- 編集: 鈴木晄
- スチル: 坂東正男[2]
- 助監督:木下喜源
- 製作主任: 園山蕃里
- 色彩計測: 森勝
- 現像: 東洋現像所

## キャスト
以下の役名と出演者名は日活に従った。
- 松本光弘: 浜田光夫
- 木村節子: 松原智恵子
- 舟田和吉: 舟木一夫（コロムビア）
- 運送店運転手Ａ: 藤竜也（新人）
- 平山冴子: 松尾嘉代
- 運送店助手・勉: 堺正章
- 運送店運転手・斉藤: 大町文夫
- 運送店配車係･堀江: 天坊準
- 運送店運転手･鈴木: 内藤武敏
- ふみ: 田中筆子
- 運送店運転手・谷口: 市村博
- 病院の医師: 鴨田喜由
- 健二: 杉山元
- バス運転手Ａ: 榎木兵衛
- 運送店運転手Ｂ: 木下雅弘
- 木村繁一: 石丘伸吾
- 珍来軒主人・留造: 二木草之助
- バー女給・コユキ: 水森久美子
- バス車掌: 谷崎信江, 浜川智子, 北城ヤス, 勝又道子
- 珍来軒店員・良坊: 桂小かん
- 田辺昭知とザ・スパイダース (かまやつ・ヒロシ, 井上高之)
- 中古車店の主人: 桂小金治
- とよ: 飯田蝶子
- 運送店主人・酒井: 菅井一郎
- 神山勝
- 志方稔
- 守屋徹
- 清水千代子
- 秋山耕志
- 渡辺克明
- 林家三平
- 光沢でんすけ
- 菊田一郎
- 河瀬正敏
- 鈴木俊子
- 加野敬子
- 渡辺節子
- 恩田恵子
- 大谷木洋子

## 主題歌
以下の主題歌は日活に従った。
「仲間たち」
- 作詩: 西沢爽
- 作曲: 遠藤実
- 唄：舟木一夫

「僕の眼玉に雨が降る」
- 作詩: 西沢爽
- 作曲: 遠藤実
- 唄：舟木一夫

　
「夜更けの街の物語」
- 作詩: 西沢爽
- 作曲: 遠藤実
- 唄：舟木一夫

「あゝ青春の胸の血は」
- 作詩: 西沢爽
- 作曲: 遠藤実
- 唄：舟木一夫

## 同時上映
『浅草の灯　踊子物語』